# بيل فاهي
بيل فاهي (بالإنجليزية: Bill Fahey)‏ هو لاعب كرة قاعدة أمريكي، ولد في 14 يونيو 1950 في ديترويت في الولايات المتحدة.

## وصلات خارجية
- بيل فاهي على موقعبيزبول رفرنس.كوم (الدوري الرئيسي) (الإنجليزية)
- بيل فاهي على موقع مشجعي الرسوم البيانية (الإنجليزية)